# Tiago Cruz
Tiago Cruz (Cascais, 30 maart 1982) is een professioneel golfer uit Portugal.

## Amateur
Tiago Cruz begon in Estoril met golf toen hij een jongetje van zeven jaar was.
In 2005 was hij Amateur van het Jaar in Portugal.

### Gewonnen
- 2002: NK Strokeplay
- 2005: NK Strokeplay, FPG Cup

## Professional
In februari 2006 werd Cruz professional. Dat jaar eindigde hij op de tweede plaats van de Portugese Order of Merit. 
In 2008 haalde hij de Finals van de Tourschool, en verdiende een spelerskaart voor de Europese Challenge Tour. In 2009 speelde hij dertien toernooien op de Europese Challenge Tour en haalde zeven keer het weekend. In 2010 speelde hij op de EPD Tour. 
Eind 2010 won hij de Stage 1 van de Tourschool. Door een blessure kon hij niet aan Stage 2 meedoen.

### Gewonnen

#### Nationaal
- 2007: Solverde Algarve Open, Sata Azores Open, Mota-Engil PGA Masters
- 2008: Solverde Algarve Open (T1), Sata Azores Open (T1),  Mota-Engil PGA Masters (T1)

#### Pro Golf Tour
- 2013: Red Sea Egyptian Classic

### Teams
- World Cup: 2008 met Ricardo Santos